# Rumi
Rumi (pers. ‏جلال‌الدین محمد بلخى‎), Dżalaluddin Muhammed Balchi, Dżalal ad-Din Muhammed Balchi, Maulana, Mevlana; (tur. Calaleddin Rumi) (ur. 30 września 1207 w Wachszu, zm. 17 grudnia 1273 w Konyi) – najwybitniejszy poeta suficki, mistyk perski, teolog islamski; założyciel bractwa „wirujących derwiszy” (maulawijja).

## Życiorys
Poeta urodził się 30 września 1207 roku w Wachsz, położonym dwieście pięćdziesiąt kilometrów od Balchu. Pierwsze pisma mistyków islamskich pojawiły się około trzystu lat przed jego narodzinami. Ojciec Rumiego Baha ad-Din Walad był uznanym teologiem, mistykiem i autorem Ma’ārif (Poznania Boga), stanowiącym kompendium duchowych nauk, z którymi Rumi był zapoznany i które wpłynęło na kształt myśli zawartych w jego utworach. Balch był ówcześnie jednym z centrów islamskiej nauki i odegrał ważną rolę w okresie, w którym wykształcił się wschodni sufizm. Wcześniej miasto stanowiło centrum zoroastryzmu, a w wiekach późniejszych – również i buddyzmu, manicheizmu, chrześcijaństwa nestoriańskiego i mozaizmu. Atmosfera miasta i wpływ jego mieszkańców przyczyniły się do przemieszania się niektórych koncepcji pomiędzy religiami. W 1219 roku ze względu na groźbę najazdu mongolskiego, rodzina Waladów wyjechała z Balchu i przez pewien czas podróżowała po Bliskim Wschodzie. W tym okresie Rumi miał ponoć okazję spotkać Farida ud-Din Attara z Niszapuru, a potem – w Damaszku – przedstawiciela spekulatywnego sufizmu w islamie, Ibn Arabiego (autora Traktatu o miłości czy Księgi o podróży nocnej do najbardziej szlachetnego miejsca). Ich twórczość była w późniejszych latach inspiracją dla Rumiego.
W roku 1225 Maulana poślubił córkę Ibn-Arabiego Samarkandę. Rodzina Waladów żyła wówczas w Armenii, gdzie urodzili się dwaj synowie Rumiego: Sułtan Walad i Alladyn. Cztery lata później Baha ad-Din Walad przyjął zaproszenie sułtana Konii, na objęcie stanowiska szejka w szkole dla derwiszy. Od tego czasu Dżalal ad-Din stał się rozpoznawalny jako Rumi tzn. z Rum (od tureckiej nazwy dla prowincji odebranych Rzymianom tj. Cesarstwu Bizantyńskiemu, na których Seldżukowie stworzyli Sułtanat Rum ze stolicą w Konii).
W 1231 Baha ad-Din zmarł, a jego stanowisko na następne trzynaście lat objął Rumi, który w 1244 roku miał prawdopodobnie około dziesięciu tysięcy uczniów. Przez następną dekadę jego nauczycielem duchowym był Sayyid Burhan al-Din Muhaqqiq Tirmidhi. W listopadzie 1244 roku Rumi spotkał wędrownego derwisza z Tabryzu, który wywarł olbrzymi wpływ na jego dalsze życie i twórczość. Shams Ad-Din był oświeconym, charyzmatycznym mistrzem sufickim, podróżującym po Bliskim Wschodzie w poszukiwaniu ucznia godnego przekazu jego nauk duchowych. Opis ich pierwszego spotkania przedstawiany jest w wielu wersjach. Wspólne dla nich wszystkich jest to, że postać Shamsa natychmiast przyciągnęła uwagę Rumiego. Od tamtej pory podróżnik z Tabryzu stał się dla poety najdoskonalszą manifestacją boskości w człowieku. Shams i Rumi żyli w odosobnieniu przez wiele dni i oddawali się mistycznej konwersacji - sobbetowi. 
Sobbet był postrzegany przez sufich jako najbardziej zaawansowana faza doskonalenia ludzkiej duszy i doświadczania bliskości Boga. To, co dokładnie działo się pomiędzy mężczyznami do tej pory pozostaje tajemnicą, której Rumi – mimo ponoć niezliczonych pytań jego uczniów – nie chciał wyjawić. Tłumaczył, że przeżycia i doświadczenie, jakie zdobył były poza zdolnością rozumienia innych ludzi: Nie proście o to, czego nie jesteście w stanie unieść | Źdźbło trawy nie udźwignie ciężaru góry. Atmosfera ich spotkań została zawarta w tomach poezji, zainspirowanej nimi i samą postacią Shamsa. Uczniowie Rumiego w tym czasie czuli się zaniedbywani i odnosili się z niechęcią do nowego przyjaciela. Po około czterdziestu dniach Szams, ku rozpaczy Dżalal ad-Dina, nagle zniknął. Od tego momentu Rumi zaczął recytować poezję i wprowadzać swoje ciało w szybki obrót wokół słupa w ogrodzie, co następnie dało początek praktyce zakonu wirujących derwiszy. Po trzech latach poszukiwań Rumi odnalazł Szamsa w Damaszku i zaprosił go do swojego domu w Konii. Sprowadziło to na derwisza z Tabryzu nowe fale zazdrości. Pewnej nocy Szams zniknął bezpowrotnie. Uważa się za prawdopodobne, że został zamordowany przez lokalną społeczność z cichym przyzwoleniem syna Maulany – Alladyna. Rumi ponownie pogrążył się w rozpaczy, przez wiele miesięcy wyczekując na jakiekolwiek wieści o swoim mistrzu. W tym czasie stopniowo zachodziła w nim wewnętrzna transformacja, która doprowadziła do uświadomienia sobie przez poetę mistycznej unii z Szamsem. Sułtan Walad zanotował w tym okresie następujące słowa, które wypowiedział Rumi: 
„Choć jesteśmy teraz od niego oddzieleni ciałem, oddzieleni w duszy, to w istocie jesteśmy wszyscy jednym i tym samym światłem. Jeżeli chcesz, możesz ujrzeć go we mnie, tak jak ja widzę siebie w tobie. Ja jestem nim, a on jest mną. (...) Wszystko jest nim, a ja zawieram się w nim... Skoro jestem nim, po co mam dalej szukać? Jestem nim teraz i mówiąc o nim mówię o sobie“.
Rumi zmarł w mieście Konya, 17 grudnia 1273 roku. Niedługo przed śmiercią napisał w liście do jednego ze swoich uczniów: Gdy nasi przewodnicy i ci, których kochamy odchodzą, nie są unicestwieni – stają się podobni do gwiazd, które za dnia rozpływają się w świetle słońca rzeczywistości. W pogrzebie Maulany uczestniczyli wyznawcy różnych religii – oprócz muzułmanów także i grekokatolicy, Ormianie, Persowie i Żydzi. Zapewne miało to związek z przeświadczeniem Rumiego zawartym w jego poezji, że wszystkie religie stanowią drogę do tego samego boga. Mauzoleum utworzone po śmierci Maulany jest do tej pory miejscem pielgrzymek ludzi z całego świata.
Najbardziej znanym jego dziełem poetyckim jest Masnawi i Manawi (Masnavi-e Maanavi), sześcioczęściowy, złożony z dwuwierszy poemat uważany przez sufich za drugą co do ważności świętą księgę po Koranie. 
Dżalal ad-Din Rumi jest nazywany „poetą miłości“, ponieważ myślą przewodnią jego dzieł jest przeświadczenie, że miłość jest mocą stwórczą istnienia wszechświata, a kochanie i bycie zakochanym w bogu – ostatecznym celem na drodze do absolutu. Maulana jest autorem ponad trzech i pół tysięcy ód, około dwóch tysięcy czterowierszy, Maktubat (Listów), Madżalis Saba’a (Siedmiu Kazań), Dīwān-i Shams-i Tabrīzī (Zbioru wierszy na cześć Szamsa z Tabrizu lub Zbioru Szamsa Tabriziego) oraz Masnawi (Poematu Duchowego). Jego twórczość została przetłumaczona na wszystkie naczelne języki konferencyjne świata, a pierwsze polskie przekłady ukazały się w okresie modernizmu. Poeta jest uważany za założyciela bractwa mawlawijja – wirujących derwiszy. Wywarł ogromny wpływ na życie literackie i duchowe ziem krajów islamskich, a jego dorobek artystyczny jest uznawany za szczytowe osiągnięcie sufickiej poezji mistycznej. 
Co roku, 17 grudnia, w rocznicę śmierci Rumiego, odbywa się w Konyi uroczysty pokaz ku jego czci kosmicznego tańca mistycznego tzw. sema, polegającego na ruchu wirowym dookoła własnej osi oraz obiegowym po okręgu wokół szejcha zgromadzenia, niczym planet wokół słońca. Zapewnia on osiągnięcie stanu ekstazy jako bezpośredniego doświadczenia Absolutu, celu praktyk sufizmu, mistycznego odłamu islamu.
Mauzoleum Rumiego w Konya jest celem corocznych pielgrzymek. Rok 2007 został ogłoszony przez UNESCO rokiem Rumiego.

## Polskie tłumaczenia
Pierwszym tłumaczem poezji Rumiego na język polski był Tadeusz Miciński, który opierał się na przekładach niemieckich. 
Fragmenty wierszy Rumiego w jego tłumaczeniu wykorzystał Karol Szymanowski w swojej III Symfonii „Pieśń o nocy”, op. 27.
Pierwszym tłumaczem z oryginału perskiego był Władysław Dulęba, który zamieścił je w zbiorowych wydaniach wierszy perskich, kolejno w: Dywanie perskim (1977), Drugim dywanie perskim (1980) i Trzecim dywanie perskim (1986).
W 2002 r. Wydawnictwo Nowy Świat opublikowało tom poezji Rumiego (ISBN 83-88576-54-2) zatytułowany "Wszystkie głosy w jednym". Wiersze przetłumaczył z języka angielskiego i opatrzył wstępem Adam Szyper mieszkający w USA poeta pochodzenia żydowskiego urodzony w Łodzi.
W 2008 Marek Smurzyński opublikował zbiór tłumaczeń poezji Rumiego pt. W mgnieniu słów. Poezje, Wydawnictwo Homini, ISBN 978-83-89598-63-9.
Od 1998 roku Rumiego przekłada na język polski z oryginału perskiego Ivonna Nowicka. W roku 1998 dwie przypowieści z Duchowego masnawi w jej tłumaczeniu przeczytała podczas wieczoru poświęconego mistykowi Katarzyna Miernicka, podówczas aktorka Teatru Ateneum. W latach 2006–2007 Nowicka tłumaczyła fragmenty przypowieści mistycznych z Duchowego masnawi na potrzeby cyklu prelekcji o Rumim wygłaszanych przez Mahmuda Wahediana w Muzeum Azji i Pacyfiku w Warszawie.

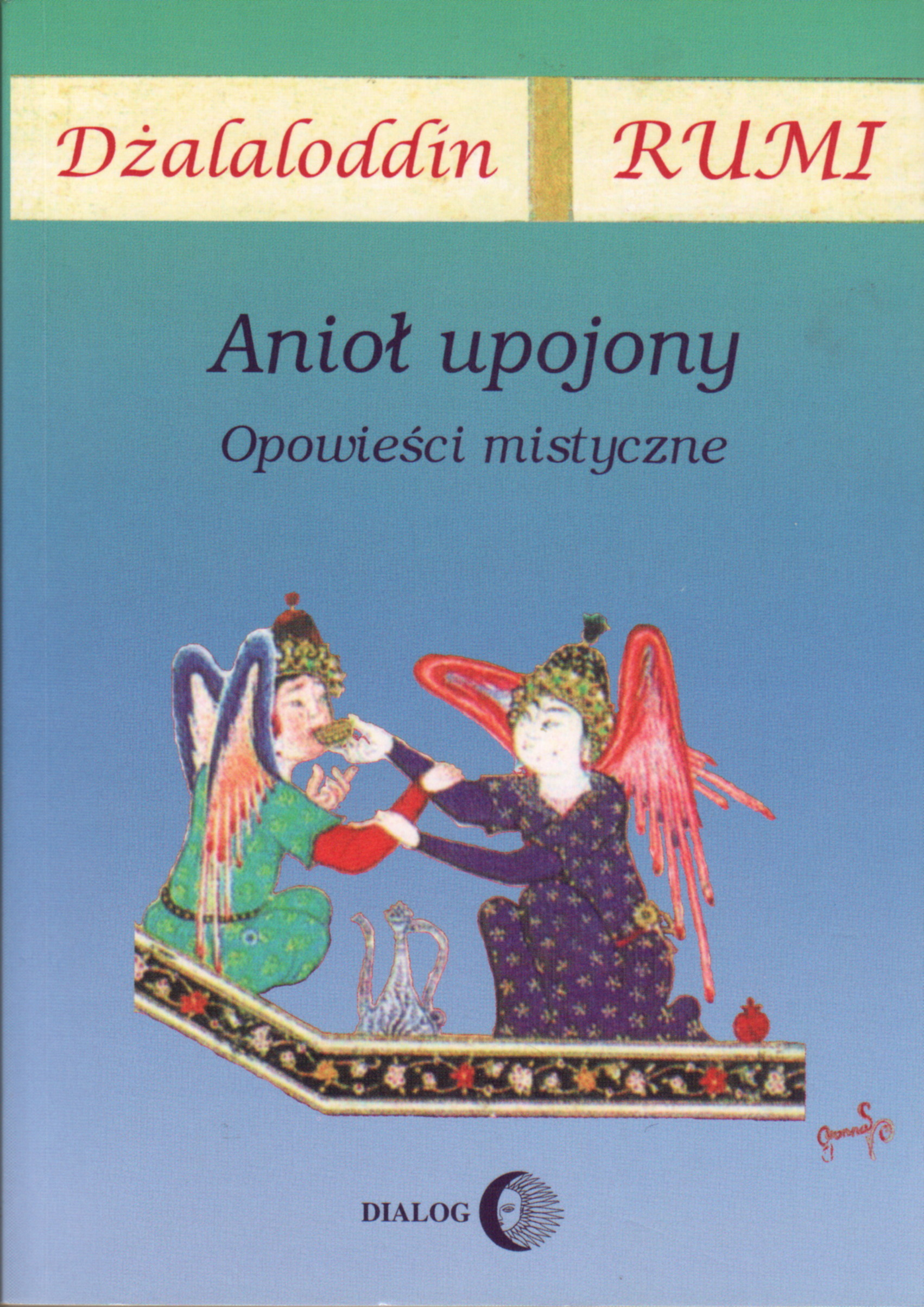
Okładka zbioru przypowieści Rumiego Anioł upojony, 2009

W 2009 roku ukazał się wybór z Duchowego masnawi w tłumaczeniu Nowickiej zatytułowany Anioł upojony (Wydawnictwo Akademickie „Dialog”, Warszawa). W 2015 roku przełożyła ona gazale Rumiego do kompozycji Michała Górczyńskiego Zin do hezaran z cyklu Muzyka do języków – inspirowane poezją Dżalaloddina Rumiego. Górczyński wykorzystał do swoich pieśni oryginały perskie; polskie przekłady wierszy ukazały się we fragmentach w książeczce do płyty CD, w całości natomiast zamieszczone zostały w 2016 roku na stronie wydawcy płyty.
Irańska piosenka do kompilacji kilku wierszy Rumiego w tłumaczeniu Nowickiej z 1998 roku weszła do repertuaru duetu Sol et Luna. Jeden rubajjat w swoim przekładzie Nowicka wykorzystała w piosence do słów Rumiego, którą skomponowała w 2006 roku.
W roku 2018 wydane zostało przez Wydawnictwo Antares tłumaczenie początku Masnawi: Tęsknota i język kłamstwa. Następnie w 2019 drugi tom tego tłumaczenia Wejście w ogień i zwierzyna łowna.